# Rosse muisspecht
De rosse muisspecht (Dendrocincla homochroa) is een zangvogel uit de familie Furnariidae (ovenvogels).

## Verspreiding en leefgebied
Deze soort telt vier ondersoorten:
- D. h. homochroa: van Z-Mexico tot Honduras.
- D. h. acedesta: ZW-Nicaragua, W-Costa Rica en W-Panama.
- D. h. ruficeps: van Panama tot NW-Venezuela.
- D. h. meridionalis: het Perijágebergte (NO-Colombia en NW-Venezuela).

## Status
De grootte van de populatie is in 2019 geschat op 50.000-500.000 volwassen vogels. Op de Rode lijst van de IUCN heeft deze soort de status niet bedreigd.